# Esenbeckia
Esenbeckia é um género botânico pertencente à família Rutaceae. É composto por 29 espécies, nativas das Américas, com uma maior diversidade na América do Sul.

## Taxonomia
O nome genérico comemora o naturalista alemão Christian Gottfried Daniel Nees von Esenbeck (1776 - 1858). O sistema Takhtajan coloca o género na família Rutoideae, tribo Cusparieae, enquanto que o Germplasm Resources Information Network coloca-o na subfamília Toddalioideae, tribo Cusparieae.

## Espécies
Especies aceites segundo PlantList:
- Esenbeckia alata (H.Karst. & Triana) Triana & Planch.
- Esenbeckia almawillia Kaastra
- Esenbeckia amazonica Kaastra
- Esenbeckia berlandieri Baill.
- Esenbeckia collina Brandegee
- Esenbeckia cornuta Engl.
- Esenbeckia cowanii Kaastra
- Esenbeckia decidua Pirani
- Esenbeckia densiflora (Chodat & Hassl.) Hass.
- Esenbeckia echinoidea Standl. & Steyerm.
- Esenbeckia febrifuga (A.St.-Hil.) A.Juss. ex Mart.
- Esenbeckia feddemae Kaastra
- Esenbeckia flava Brandegee
- Esenbeckia grandiflora Mart.
- Esenbeckia hartmanii B.L.Rob. & Fernald
- Esenbeckia hieronymi Engl.
- Esenbeckia irwiniana Kaastra
- Esenbeckia kallunkiae Pirani
- Esenbeckia leiocarpa Engl.
- Esenbeckia macrantha Rose
- Esenbeckia nesiotica Standl.
- Esenbeckia oligantha Kaastra
- Esenbeckia panamensis T.S.Elias
- Esenbeckia pentaphylla Griseb.
- Esenbeckia pilocarpoides Kunth
- Esenbeckia pumila Pohl
- Esenbeckia runyonii C.V.Morton
- Esenbeckia scrotiformis Kaastra
- Esenbeckia warscewiczii Engl.